# آسکوکارپ
در قارچ شناسی به اندامی به شکل کره یا فنجان یا بشقاب که حاوی کیسه‌های هاگ است آسکوکارپ (انگلیسی: Ascocarp) یا مشکوبَر می‌گویند.
آسکوکارپ اندام باردهی حاوی کیسه هاگ (آسک) در آسکومیست‌ها است.
آسک‌ها ساختارهای تولید مثلی کیسه‌ای شکلی هستند که هنگام تولید مثل جنسی تشکیل می‌شوند.
در آسکومیست‌های پرسلولی آسک‌ها درون اندام‌هایی به‌نام آسکوکارپ تشکیل می‌شوند. آسکورکاپ دارای نخینه‌های نازایی است که از آسک‌ها حفاظت و حمایت می‌کنند.در برخی از آسکومیستها مثل مخمر آبجو آسکوکارپ ایجاد نمی‌شود.

## انواع
مشکوبر یا آسکوکارپ در قارچ‌های مختلف آسکومیست ممکن است به اشکال زیر مشاهده گردد:
1-بازجعبه‌ای (ژیمنوتسیوم): در مرحله جنسی درماتوفیتها پوشش آسک‌ها یا آسکوکارپ به صورت بافت مشبک و سستی است که هاگ‌ها می‌توانند از بین منافذ آن خارج شوند. به اینگونه آسکوکارپ‌ها ژیمنوتشیوم گویند.
2-کروی (کلستوتسیوم): در قارچهایی مثل آسپرژیلوس، پنیسیلیوم و غیره آسکوکارپ کاملاً مسدود است و با شکستن دیواره آن، آسکوسپورها خارج می‌گردند. این نوع آسکوکارپ را کلیسوتشیوم می‌خوانند.
3-بطری‌شکل (پریتسیوم): در مرحله کامل برخی قارچها، آسکوکارپ واجد دهانه (اوستیول) می‌باشد که از این طریق آسکسپورهای بالغ می‌توانند خارج گردند. به این نوع آسکوکارپ پری تشیوم گفته می‌شود.

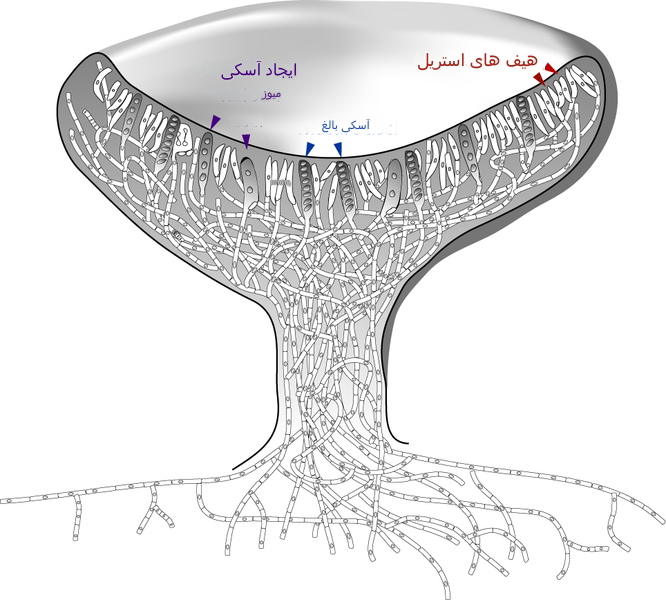
طرح دیجیتالی از اندام های اسکوکارپ که حاوی کیسه های هاگ است و در قارچ ها قرار دارد

پیاله‌ای (آپوتسیوم): در قارچ‌های فنجانی مشاهده می‌گردد. آسکوکارپ در این قبیل قارچها کاملاً باز است و به اصطلاح فرم فنجانی دارد. به این شکل آسکوکارپ آپوتشیوم گویند.
در برخی از قارچها مثل پیدرا هورتئی، آسکوسپورها در توده‌ای از میسلیوم شبیه به استروما بنام آسکوستروما قرار می‌گیرند. اسکوستروما در بیماری پیدرای سیاه در اطراف ساقه مو قابل مشاهده‌است.